# نيستور مونتيلونغو
نيستور مونتيلونغو (بالإسبانية: Néstor Montelongo)‏ هو لاعب كرة قدم أوروغواياني في مركز الدفاع، ولد في 20 فبراير 1955 في مونتيفيديو في الأوروغواي، وتوفي في 10 مايو 2021. شارك مع منتخب الأوروغواي لكرة القدم. أما مع النوادي، فقد لعب مع بنيارول ومونتيفيديو واندررز ونادي راسينغ وناسيونال مونتيفيديو.

## وصلات خارجية
- نيستور مونتيلونغو على موقع قاعدة بيانات كرة القدم.إي يو (الإنجليزية)
- نيستور مونتيلونغو على موقع ناشيونال فوتبول تيمز (الإنجليزية)